# Nedánov (rozhledna)
Nedánov je rozhledna u městyse Boleradice v okrese Břeclav.
Původní rozhledna zde stávala mezi světovými válkami. 20 metrová dřevěná věž sloužila vojenským účelům, ale i turistům jako rozhledna. Ta však zanikla po druhé světové válce. Architektem nové dřevěno-ocelové rozhledny byl Antonín Olšina. 21. května 2006 byl slavnostně položen základní kámen, avšak z důvodu nedostatku financí se stavba protáhla až do roku 2009, kdy byla stavba věže dokončena. Slavnostní otevření rozhledny proběhlo 12. července 2009. Celkově finanční náklady na stavbu rozhledny dosáhly 3 milionů Kč. Na zastřešenou vyhlídkovou plošinu umístěnou v 22 metrech nad zemí vede 105 schodů.
Za dobrého počasí lze spatřit i alpský Schneeberg. Byl zde proveden vrt, i když ropa nebyla nalezena, je díky vrtu známo místní geologické podloží.
Z obce Boleradice je rozhledna dostupná osobním automobilem. U rozhledny je parkoviště, vstupné je celoročně zdarma.
V roce 2023 prošla stavba generální rekonstrukcí. V roce 2020 nechal městys Boleradice na základě statického posudku rozhlednu opravit - došlo k opravě dutin v hlavní nosné konstrukci za použití epoxidové pryskyřice s bandážováním. Účinnost tohoto opatření však byla pouze dočasná, vznikaly dutiny nové a pokračovala hniloba nosných sloupů zapříčiněná ptáky a dřevokazným hmyzem. Napadeny byly rovněž dřevěné podlahy. Za této situace došlo v srpnu 2022 k uzavření rozhledny. Následovalo zpracování projektu rekonstrukce a vysoutěžení dodavatele. Opravu nakonec provedla v září a říjnu 2023 firma Teplotechna Ostrava a.s. Celková cena oprav dosáhla cca 2,4 mil. Kč.